# 赫爾曼九世 (巴登)
赫爾曼九世（Hermann IX. von Baden，？—1353年），巴登藩侯，腓特烈二世之子，1333年至1353年在位。

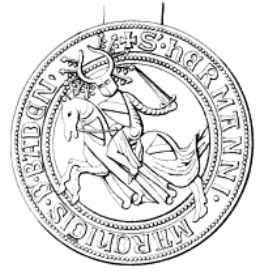
赫爾曼九世的印璽

1341年赫爾曼九世與瑪蒂爾德·馮·費辛根（Matilde von Vaihingen）結婚，有一個早逝的兒子腓特烈四世。1353年去世，他的領地由堂姪魯道夫六世繼承。